# Medelbådan
Medelbådan är öar i Finland. De ligger i Norra kvarken och i kommunen Malax i den ekonomiska regionen  Vasa i landskapet Österbotten, i den västra delen av landet. Öarna ligger omkring 44 kilometer väster om Vasa och omkring 390 kilometer nordväst om Helsingfors.
Arean för den av öarna koordinaterna pekar på är 13,3 hektar och dess största längd är 0,8 kilometer i sydväst-nordöstlig riktning.